# Almeida (1812)
La goleta Almeida fue un buque corsario al servicio de la independencia Argentina.

## Historia
Construida en Nueva York circa 1812 fue alistada en Baltimore por el armador David Curtis De Forest y operó bajo el mando del capitán George Wilson con el nombre Almeida, Almeyda o Armida, todas variantes del apellido del corsario José Joaquín Almeida. Sea por reciprocidad, por reflejar una posible sociedad o para confundir al enemigo, Almeida por su parte llamó a uno de sus buques Wilson.
En noviembre de 1817 está registrada su presencia en Baltimore reparándose tras efectuar un crucero en el cual logró varias presas, entre ellas la goleta de guerra española Carmen.
En 1819 la Almeida tuvo luego un encuentro con la nave de guerra española Leignora del Carmen de 16 cañones y tripulada por 130 hombres, incluyendo tropas de línea de Veracruz. Con serios daños Wilson consiguió retirarse a Norfolk y en el camino capturar el bergantín Rayo.